# (26821) Baehr
Pour les articles homonymes, voir Baehr.
(26821) Baehr est un astéroïde de la ceinture principale.

## Description
(26821) Baehr est un astéroïde de la ceinture principale. Il fut découvert le 17 mars 1988 à Tautenburg par Freimut Börngen. Il présente une orbite caractérisée par un demi-grand axe de 3,03 UA, une excentricité de 0,11 et une inclinaison de 10,0° par rapport à l'écliptique.

## Compléments